# Gâlcești (okręg Gorj)
Gâlcești – wieś w Rumunii, w okręgu Gorj, w gminie Berlești. W 2011 roku liczyła 299 mieszkańców.